# European Club Cup
Der European Club Cup, auch als Europapokal oder Europameisterschaft der Vereine bezeichnet, ist ein europäischer Wettbewerb für Vereinsmannschaften im Schach. Organisiert wird er von der European Chess Union (ECU) unter dem Patronat des Weltschachbundes FIDE. Ausgetragen wird der European Club Cup seit 1976, zunächst im Drei-, später im Zwei-Jahres-Rhythmus. Seit 1992 findet er jedes Jahr statt.
Seit Beginn der Austragung wurden verschiedene Turnierformen angewendet. Seit 2000 wird der European Club Cup in sieben Runden nach dem Schweizer System ausgetragen. Gespielt wird jeweils von September bis Oktober an einem zentralen Austragungsort. Es werden zwei getrennte Wettbewerbe ausgetragen: Der European Club Cup wird von Mannschaften à sechs Spielern bestritten, wobei gemischte Teams zugelassen sind. Im seit 1996 stattfindenden European Club Cup für Frauen treten nur Damenmannschaften an, ein Team besteht aus vier Spielerinnen.
Länder, die nationale Vereinsmeisterschaften austragen (in Deutschland die Schachbundesliga), dürfen zwei Mannschaften zu dem Wettbewerb schicken. Von den anderen Ländern ist jeweils ein Vertreter teilnahmeberechtigt. Aus Ländern mit besonders starken nationalen Vereinsmeisterschaften kommen noch zusätzliche Mannschaften zum Zug. Dazu gehören die fünf stärksten nationalen Schachverbände nach der von der ECU geführten Verbandsrangliste.

## Gewinner
| Jahr | Veranstaltungsort      | Gewinner Open                          | Veranstaltungsort      | Gewinner Frauen                      |
| ---- | ---------------------- | -------------------------------------- | ---------------------- | ------------------------------------ |
| 1956 | Belgrad                | Partizan Belgrad                       |                        |                                      |
| 1976 | Solingen               | Burevestnik Moskau, SG Solingen        |                        |                                      |
| 1979 | Bad Lauterberg im Harz | Burevestnik Moskau                     |                        |                                      |
| 1982 | Budapest               | Spartacus Budapest                     |                        |                                      |
| 1984 | Moskau                 | Trud Moskau                            |                        |                                      |
| 1986 | Moskau                 | ZSKA Moskau                            |                        |                                      |
| 1988 | Rotterdam              | ZSKA Moskau                            |                        |                                      |
| 1990 | Solingen               | ZSKA Moskau, SG Solingen               |                        |                                      |
| 1992 | Solingen               | Bayern München                         |                        |                                      |
| 1993 | Hilversum              | Lyon-Oyonnax Échecs                    |                        |                                      |
| 1994 | Lyon                   | Lyon-Oyonnax Échecs, ŠK Bosna Sarajevo |                        |                                      |
| 1995 | Ljubljana              | Jerewan City                           |                        |                                      |
| 1996 | Budapest               | Sberbank Tatarstan Kasan               | Smederevska Palanka    | Agrouniverzal Belgrad, Merani Tiflis |
| 1997 | Kasan                  | Ladia Asow                             | Rijeka                 | Goša Smederevska Palanka             |
| 1998 | Belgrad                | Panfox Breda                           | Wuppertal              | CS Aem Luxten Timișoara              |
| 1999 | Bugojno                | Bosna Sarajevo                         | Nova Gorica            | Rudenko School Cherson               |
| 2000 | Neum                   | Bosna Sarajevo                         | Halle (Saale)          | Agrouniverzal Belgrad                |
| 2001 | Panormos               | Nickel Norilsk                         | Belgrad                | Agrouniverzal Belgrad                |
| 2002 | Kallithea              | Bosna Sarajevo                         | Antalya                | SK BAS Belgrad                       |
| 2003 | Rethymno               | NAO Paris                              | Rethymno               | Internet CG Podgorica                |
| 2004 | Çeşme                  | NAO Paris                              | Izmir                  | NTN Tiflis                           |
| 2005 | Saint-Vincent          | Tomsk-400                              | Saint-Vincent          | NTN Tiflis                           |
| 2006 | Fügen                  | Tomsk-400                              | Fügen                  | Mika Jerewan                         |
| 2007 | Kemer                  | Linex Magic Mérida                     | Kemer                  | CE Monte Carlo                       |
| 2008 | Kallithea              | Ural Oblast Swerdlowsk                 | Kallithea              | CE Monte Carlo                       |
| 2009 | Ohrid                  | Economist-SGSEU-1 Saratow              | Ohrid                  | Spartak Widnoje                      |
| 2010 | Plowdiw                | Economist-SGSEU-1 Saratow              | Plowdiw                | CE Monte Carlo                       |
| 2011 | Rogaška Slatina        | Saint-Petersburg Chess Federation      | Rogaška Slatina        | AVS Krasnoturjinsk                   |
| 2012 | Eilat                  | SOCAR Azerbaijan                       | Eilat                  | CE Monte Carlo                       |
| 2013 | Rhodos                 | 1. ŠK Novy Bor                         | Rhodos                 | CE Monte Carlo                       |
| 2014 | Bilbao                 | SOCAR Azerbaijan                       | Bilbao                 | Batumi Chess Club Nona               |
| 2015 | Skopje                 | Siberia Nowosibirsk                    | Skopje                 | Nona                                 |
| 2016 | Novi Sad               | Alkaloid Skopje                        | Novi Sad               | CE Monte Carlo                       |
| 2017 | Antalya                | Globus                                 | Antalya                | Batumi Chess Club Nona               |
| 2018 | Porto Carras           | Medny Wsadnik Sankt Petersburg         | Porto Carras           | CE Monte Carlo                       |
| 2019 | Ulcinj                 | Obiettivo Risarcimento Padua           | Ulcinj                 | Nona                                 |
| 2021 | Struga                 | Medny Wsadnik Sankt Petersburg         | Struga                 | South Ural                           |
| 2022 | Mayrhofen im Zillertal | 1. ŠK Novy Bor                         | Mayrhofen im Zillertal | ASVOe Pamhagen                       |
| 2023 | Durrës                 | Offerspill Sjakklubb                   | Durrës                 | Superchess                           |
| 2024 | Vrnjačka Banja         | 1. ŠK Novy Bor                         | Vrnjačka Banja         | Tajfun ŠK Ljubljana                  |